# Tinea messalina
Tinea messalina är en fjärilsart som beskrevs av Robinson 1979. Tinea messalina ingår i släktet Tinea och familjen äkta malar.
Artens utbredningsområde är Italien. Inga underarter finns listade i Catalogue of Life.